# Pablo Pérez
Pablo Javier Pérez (Rosario, 10 agosto 1985) è un ex calciatore argentino, di ruolo centrocampista.

## Carriera

### Club
Inizia la carriera nelle giovanili del Newell's Old Boys, dove si mette in mostra diventando in poco tempo un cardine della squadra di Rosario e guadagnandosi il soprannome Great per l'ottima tecnica. Il 26 maggio 2007, nella partita contro l'Estudiantes (LP) terminata 4-4, riesce a mettere a segno 3 gol.
A metà del 2009 si trasferisce in prestito all'Emelec, dove si mette in mostra riuscendo a realizzare una rete da centrocampo. Nel marzo del 2010 lascia la squadra per motivi familiari.
A metà del 2010 viene ceduto in prestito all'Unión (SF), con cui guadagna la promozione nella massima serie argentina al termine della stagione.
Nel 2011 fa ritorno al Newell's, dove si laurea campione del Torneo Final 2013 e raggiunge le semifinali di Coppa Libertadores nello stesso anno.
Il 3 gennaio 2014 viene acquistato a titolo definitivo dal Malaga.
Dal 2015 al 2018 ha militato nel Boca Juniors, club di cui è anche diventato capitano nel corso della Coppa Libertadores 2018 persa in finale contro il River Plate.
Nel gennaio del 2019 è stato ceduto all'Independiente.
L'anno seguente è ritornato al Newell's.

### Nazionale
Nel 2018 ha giocato una partita con la nazionale maggiore argentina.

## Palmarès

### Competizioni nazionali
- Campionato argentino: 4

Newell's Old Boys: 2012-2013
Boca Juniors: 2015, 2016-2017, 2017-2018